# Sōka, Saitama
Sōka (japanska: 草加市?, Sōka-shi) är en stad i Saitama prefektur i Japan. Staden fick stadsrättigheter 1958 och 
har sedan 2004
status som speciell stad
(japanska: 特例市?, Tokureishi) enligt lagen om lokalt självstyre.